# Costești (Iași)
Costești è un comune della Romania di 1 916 abitanti, ubicato nel distretto di Iași, nella regione storica della Moldavia.
Il comune è formato dall'unione di due villaggi: Costești e Giurgești.